# Bacoreta
La bacoreta (Euthynnus alletteratus) és una espècie de peix del gènere del eutúnids (proper als túnids), de la família dels escòmbrids i de l'ordre dels perciformes. Es troba als mars i oceans tropicals i subtropicals, incloent-hi la mar Mediterrània, la mar Negra, el Carib i el Golf de Mèxic. Els mascles poden assolir els 122 cm de longitud total i els 16,5 kg de pes.